# RCN Noticias
RCN Noticias de la mañana" fue un programa matinal que se emitía por RCN Radio. Sucesor del programa Radio Sucesos, uno de los bloques de programación más escuchados de la cadena, el cual cambió de nombre a su denominación actual tras la salida de su director, Juan Gossain, de RCN Radio luego de más de 20 años al aire.
En los primeros días de septiembre de 2010, llega a la dirección de noticias Francisco Santos Calderón, experiodista de la Casa Editorial El Tiempo y exvicepresidente de Colombia, en reemplazo de Juan Gossain. Mucho se especuló que el nombramiento de Santos correspondía a un favor político de Carlos Ardila Lülle al gobierno de Álvaro Uribe, del cual fue Santos vicepresidente.
A pesar del esfuerzo en promoción de RCN al programa, Santos Calderón no pudo aumentar su audiencia tanto por su falta de experiencia y credibilidad en medios radiales como por la nostalgia de los antiguos oyentes por Juan Gossain. En agosto de 2012, los directores de RCN Radio deciden despedirlo, decisión que tomó efecto el 7 de septiembre de 2012.
A mediados de noviembre de 2012, RCN Radio nombra a Yolanda Ruiz como directora del programa, efectivo a partir del 19 de noviembre de 2012.
En 2015 Yolanda Ruíz gana el premio Simón Bolívar como la periodista del año por su trabajo imparcial en el bloque de programación, el 6 de diciembre de 2021, luego de 9 años Yolanda Ruíz se retira de la dirección dejando en encargo al periodista Boyacense Juan Manuel Ruiz mientras se busca al nuevo director de la franja informativa hasta el 25 de febrero de 2022, el lunes 28 de febrero el espacio informativo fue relanzado como RCN Mundo bajo la conducción de Karla Arcila, los resultados no fueron los esperados y a comienzos de septiembre de 2022 se canceló el proyecto, Arcila se retira y se reedita nuevamente el esquema de RCN Noticias de la Mañana, esta vez bajo la conducción de su subdirector Jesús Prado. 
El 14 de julio de 2023 se emite por última vez el noticiero después de más 75 años de emisión, su reemplazo pasa a ser La FM de RCN desde el 17 de julio de 2023; mientras que algunos integrantes que conformaron el informativo iniciaron a partir del 31 de julio de 2023 un nuevo proyecto denominado Radio Red Una Mirada Diferente dirigido por Juan Manuel Ruiz y que se emitio en la misma franja horaria a través de las emisoras de Radio Red (Bogotá y Cali), Radio Cristal (Medellín), La FM (Ibagué y Neiva), Radio Uno (Santa Marta) y La Voz del Llano - La Cariñosa (Villavicencio) hasta el 31 de julio del 2025, a raíz de dicha integración los informativos RCN Noticias de la Madrugada (2:30 am), Mediodía y Fines de Semana (6:00 am - 12:00 md), Voces RCN y los avances de la hora terminaron el 31 de julio del 2025. 

## Integrantes
- Jesús Prado (Director)
- Esperanza Rico Laverde (Directora del sistema integrado de Información)
- Juan Manuel Ruíz (Literatura e Investigación)
- José Manuel Acevedo (Analista político, presenta la sección “Hablemos de Política“)
- Juan Carlos Iragorri (Corresponsal en Estados Unidos)
- Vladdo
- Rafael Nieto Loaiza
- Kelly Cabana
- Carolina Castellanos (Deportes)
- Yanelda Jaimes (Temas de Bogotá)
- Hernando “El Capi“ Romero (Noticias musicales)
- Andrea Cardona (Hiperdatta)

## Integrantes Anteriores
- Yolanda Ruiz (Directora 2012-2021)
- Karla Arcila (Directora RCN Mundo 2022)
- Rodrigo Pardo (Analista)
- María Elvira Samper (Analista)
- Jorge “El Profe“ Restrepo (Analista Económico, presenta la sección “Hablemos de Plata“)
- Jorge “El Grinch“ Espinosa (Cronista, Analista Cultural e internacional)
- Luisa Pulido Rangel (Corresponsal en el Reino Unido)
- Carlos Illián (Corresponsal en España)
- José Fernando Neira (Analista Deportivo)
- Héctor “El Profe“ Palau (Analista Deportivo)
- Daniel Faura “El Dr. Click“ (Noticias de tecnología)
- Martha Elizabeth Camargo (Jefe de Redacción)
- Andrés Espinosa (Analista Económico)

## Portal
Inicialmente el portal web de Noticias RCN estaba integrada a la misma web del RCN Televisión, pero el 16 de julio de 2013 lanzó un sitio web separado.